# Roning under sommer-OL 2008
Roning under sommer-OL 2008 i Beijing blev afholdt fra 9. august til 17. august på Shunyi olympiske ro- og kajakstadion. Roning var med som en fast del af det olympiske program siden starten på de moderne lege tilbage i 1896, hvor roning dog blev aflyst grundet dårligt vejr. Siden starten er antallet af rodiscipliner steget støt, og til de olympiske lege 2008 var der 14. 

## Discipliner
De følgende 14 discipliner var alle repræsenteret ved OL 2008:
| Disciplin                   | Køn     | Hold | Atleter | Sys. navn |
| --------------------------- | ------- | ---- | ------- | --------- |
| Singlesculler               | Mænd    | 33   | 33      | M1X       |
| Dobbeltsculler              | Mænd    | 15   | 30      | M2X       |
| Letvægtsdobbeltsculler      | Mænd    | 20   | 40      | LM2X      |
| Dobbeltfirer                | Mænd    | 13   | 52      | M4X       |
| Toer uden styrmand          | Mænd    | 14   | 28      | M2-       |
| Firer uden styrmand         | Mænd    | 13   | 52      | M4-       |
| Letvægtsfirer uden styrmand | Mænd    | 13   | 52      | LM4-      |
| Otter med styrmand          | Mænd    | 8    | 72      | M8+       |
| Singlesculler               | Kvinder | 26   | 26      | W1X       |
| Dobbeltsculler              | Kvinder | 10   | 20      | W2X       |
| Letvægtsdobbeltsculler      | Kvinder | 17   | 34      | LW2X      |
| Dobbeltfirer                | Kvinder | 8    | 32      | W4X       |
| Toer uden styrmand          | Kvinder | 10   | 20      | W2-       |
| Otter med styrmand          | Kvinder | 7    | 63      | W8+       |
| Total                       | Total   | 207  | 554     |           |

## Konkurrenceplan

### Lørdag 9. august 2008
| Tid         | Tid         | Disciplin                | Runde            |
| Lokal       | Dansk       | Disciplin                | Runde            |
| ----------- | ----------- | ------------------------ | ---------------- |
| 13:50-14:50 | 07:50-08:50 | Singlesculler (kvinder)  | Indledende heats |
| 14:50-15:50 | 08:50-09:50 | Singlesculler (mænd)     | Indledende heats |
| 15:50-16:10 | 09:50-10:10 | Toer (kvinder)           | Indledende heats |
| 16:10-16:40 | 10:10-10:40 | Toer (mænd)              | Indledende heats |
| 16:40-17:00 | 10:40-11:00 | Dobbeltsculler (kvinder) | Indledende heats |
| 17:00-17:30 | 11:00-11:30 | Dobbeltsculler (mænd)    | Indledende heats |
| 17:30-17:50 | 11:30-11:50 | Firer (mænd)             | Indledende heats |

### Søndag 10. august 2008
| Tid         | Tid         | Disciplin                        | Runde            | Noter            |
| Lokal       | Dansk       | Disciplin                        | Runde            | Noter            |
| ----------- | ----------- | -------------------------------- | ---------------- | ---------------- |
| 14:50-15:20 | 08:50-09:20 | Letvægtsdobbeltsculler (kvinder) | Indledende heats |                  |
| 15:20-16:00 | 09:20-10:00 | Letvægtsdobbeltsculler (mænd)    | Indledende heats |                  |
| 16:00-16:30 | 10:00-10:30 | Letvægtsfirer (mænd)             | Indledende heats |                  |
| 16:30-16:50 | 10:30-10:50 | Dobbeltfirer (kvinder)           | Indledende heats |                  |
| 16:50-17:20 | 10:50-11:20 | Dobbeltfirer (mænd)              | Indledende heats |                  |
| 17:20-17:40 | 11:20-11:40 | Otter (kvinder)                  | Indledende heats | Udsat til mandag |
| 17:40-18:00 | 11:40-12:00 | Otter (mænd)                     | Indledende heats | Udsat til mandag |

### Mandag 11. august 2008
| Tid         | Tid         | Disciplin                | Runde            | Noter             |
| Lokal       | Dansk       | Disciplin                | Runde            | Noter             |
| ----------- | ----------- | ------------------------ | ---------------- | ----------------- |
| 14:50-15:10 | 08:50-09:10 | Otter (kvinder)          | Indledende heats | Udsat fra søndag  |
| 15:10-15:30 | 09:10-09:30 | Otter (mænd)             | Indledende heats | Udsat fra søndag  |
| 15:30-16:10 | 09:30-10:10 | Singlesculler (kvinder)  | Kvartfinaler     |                   |
| 16:10-16:50 | 10:10-10:50 | Singlesculler (mænd)     | Kvartfinaler     |                   |
| 16:50-17:10 | 10:50-11:10 | Toer (kvinder)           | Opsamlingsheats  | Udsat til tirsdag |
| 16:50-17:00 | 10:50-11:00 | Toer (mænd)              | Opsamlingsheat   | reviderede tider  |
| 17:00-17:20 | 11:00-11:20 | Dobbeltsculler (kvinder) | Opsamlingsheats  | reviderede tider  |
| 17:20-17:30 | 11:20-11:30 | Dobbeltsculler (mænd)    | Opsamlingsheat   | reviderede tider  |
| 17:30-17:40 | 11:30-11:40 | Firer (mænd)             | Opsamlingsheat   | reviderede tider  |
| 17:40-18:00 | 11:40-12:00 | Singlesculler (mænd)     | Semifinaler E/F  | reviderede tider  |

### Tirsdag 12. august 2008
| Tid         | Tid         | Disciplin                        | Runde           | Noter            |
| Lokal       | Dansk       | Disciplin                        | Runde           | Noter            |
| ----------- | ----------- | -------------------------------- | --------------- | ---------------- |
| 16:00-16:20 | 10:00-10:20 | Letvægtsdobbeltsculler (kvinder) | Opsamlingsheats |                  |
| 16:20-16:40 | 10:20-10:40 | Letvægtsdobbeltsculler (mænd)    | Opsamlingsheats |                  |
| 16:40-16:50 | 10:40-10:50 | Letvægtsfirer (mænd)             | Opsamlingsheat  |                  |
| 16:50-17:00 | 10:50-11:00 | Dobbeltfirer (kvinder)           | Opsamlingsheat  |                  |
| 17:00-17:10 | 11:00-11:10 | Dobbeltfirer (mænd)              | Opsamlingsheat  |                  |
| 17:10-17:20 | 11:10-11:20 | Otter (kvinder)                  | Opsamlingsheat  | Udsat til onsdag |
| 17:10-17:20 | 11:10-11:20 | Otter (mænd)                     | Opsamlingsheat  | reviderede tider |
| 17:20-17:40 | 11:20-11:40 | Toer (kvinder)                   | Opsamlingsheats | Udsat fra mandag |

### Onsdag 13. august 2008
| Tid         | Tid         | Disciplin               | Runde           | Noter             |
| Lokal       | Dansk       | Disciplin               | Runde           | Noter             |
| ----------- | ----------- | ----------------------- | --------------- | ----------------- |
| 14:50-15:10 | 08:50-09:10 | Singlesculler (kvinder) | Semifinaler C/D |                   |
| 15:10-15:30 | 09:10-09:30 | Singlesculler (mænd)    | Semifinaler C/D |                   |
| 15:30-15:50 | 09:30-09:50 | Singlesculler (kvinder) | Semifinaler A/B |                   |
| 15:50-16:10 | 09:50-10:10 | Singlesculler (mænd)    | Semifinaler A/B |                   |
| 16:10-16:30 | 10:10-10:30 | Toer (mænd)             | Semifinaler A/B |                   |
| 16:30-16:50 | 10:30-10:50 | Dobbeltsculler (mænd)   | Semifinaler A/B |                   |
| 16:50-17:10 | 10:50-11:10 | Firer (mænd)            | Semifinaler A/B |                   |
| 17:10-17:20 | 10:10-10:50 | Singlesculler (mænd)    | Finale F        |                   |
| 17:20-17:30 | 10:50-11:00 | Toer (mænd)             | Finale C        |                   |
| 17:30-17:40 | 11:20-11:30 | Dobbeltsculler (mænd)   | Finale C        |                   |
| 17:40-17:50 | 11:40-11:50 | Otter (kvinder)         | Opsamlingsheat  | Udsat fra tirsdag |

### Torsdag 14. august 2008
| Tid         | Tid         | Disciplin                        | Runde           |
| Lokal       | Dansk       | Disciplin                        | Runde           |
| ----------- | ----------- | -------------------------------- | --------------- |
| 14:10-14:20 | 08:10-08:20 | Singlesculler (kvinder)          | Finale E        |
| 14:20-14:30 | 08:20-08:30 | Singlesculler (mænd)             | Finale E        |
| 14:30-14:40 | 08:30-08:40 | Singlesculler (kvinder)          | Finale D        |
| 14:40-14:50 | 08:40-08:50 | Singlesculler (mænd)             | Finale D        |
| 14:50-15:00 | 08:50-09:00 | Singlesculler (kvinder)          | Finale C        |
| 15:00-15:10 | 09:00-09:10 | Singlesculler (mænd)             | Finale C        |
| 15:10-15:30 | 09:10-09:30 | Letvægtsdobbeltsculler (mænd)    | Semifinaler C/D |
| 15:30-15:50 | 09:30-09:50 | Letvægtsdobbeltsculler (kvinder) | Semifinaler A/B |
| 15:50-16:10 | 09:50-10:10 | Letvægtsdobbeltsculler (mænd)    | Semifinaler A/B |
| 16:10-16:30 | 10:10-10:30 | Letvægtsfirer (mænd)             | Semifinaler A/B |
| 16:30-16:50 | 10:30-10:50 | Dobbeltfirer (mænd)              | Semifinaler A/B |
| 16:50-17:00 | 10:50-11:00 | Singlesculler (kvinder)          | Finale B        |
| 17:00-17:10 | 11:00-11:10 | Singlesculler (mænd)             | Finale B        |
| 17:10-17:20 | 11:10-11:20 | Toer (kvinder)                   | Finale B        |
| 17:20-17:30 | 11:20-11:30 | Toer (mænd)                      | Finale B        |
| 17:30-17:40 | 11:30-11:40 | Dobbeltsculler (kvinder)         | Finale B        |
| 17:40-17:50 | 11:40-11:50 | Dobbeltsculler (mænd)            | Finale B        |
| 17:50-18:00 | 11:50-12:00 | Firer (mænd)                     | Finale B        |

### Lørdag 16. august 2008
| Tid         | Tid         | Disciplin                        | Runde    |
| Lokal       | Dansk       | Disciplin                        | Runde    |
| ----------- | ----------- | -------------------------------- | -------- |
| 14:00-14:10 | 08:00-08:10 | Letvægtsdobbeltsculler (mænd)    | Finale D |
| 14:10-14:20 | 08:10-08:20 | Letvægtsdobbeltsculler (kvinder) | Finale C |
| 14:20-14:30 | 08:20-08:30 | Letvægtsdobbeltsculler (mænd)    | Finale C |
| 14:30-14:40 | 08:30-08:40 | Letvægtsdobbeltsculler (kvinder) | Finale B |
| 14:40-14:50 | 08:40-08:50 | Letvægtsdobbeltsculler (mænd)    | Finale B |
| 14:50-15:00 | 08:50-09:00 | Letvægtsfirer (mænd)             | Finale B |
| 15:00-15:10 | 09:00-09:10 | Dobbeltfirer (kvinder)           | Finale B |
| 15:10-15:20 | 09:10-09:20 | Dobbeltfirer (mænd)              | Finale B |
| 15:20-15:30 | 09:20-09:30 | Otter (mænd)                     | Finale B |
| 15:30-15:40 | 09:30-09:40 | Singlesculler (kvinder)          | Finale A |
| 15:50-16:00 | 09:50-10:00 | Singlesculler (mænd)             | Finale A |
| 16:10-16:20 | 10:10-10:20 | Toer (kvinder)                   | Finale A |
| 16:30-16:40 | 10:30-10:40 | Toer (mænd)                      | Finale A |
| 16:50-17:00 | 10:50-11:00 | Dobbeltsculler (kvinder)         | Finale A |
| 17:10-17:20 | 11:10-11:20 | Dobbeltsculler (mænd)            | Finale A |
| 17:30-17:40 | 11:30-11:40 | Firer (mænd)                     | Finale A |

### Søndag 17. august 2008
| Tid         | Tid         | Disciplin                        | Runde    |
| Lokal       | Dansk       | Disciplin                        | Runde    |
| ----------- | ----------- | -------------------------------- | -------- |
| 15:30-15:40 | 09:30-09:40 | Letvægtsdobbeltsculler (kvinder) | Finale A |
| 15:50-16:00 | 09:50-10:00 | Letvægtsdobbeltsculler (mænd)    | Finale A |
| 16:10-16:20 | 10:10-10:20 | Letvægtsfirer (mænd)             | Finale A |
| 16:30-16:40 | 10:30-10:40 | Dobbeltfirer (kvinder)           | Finale A |
| 16:50-17:00 | 10:50-11:00 | Dobbeltfirer (mænd)              | Finale A |
| 17:10-17:20 | 11:10-11:20 | Otter (kvinder)                  | Finale A |
| 17:30-17:40 | 11:30-11:40 | Otter (mænd)                     | Finale A |